# GRB 971214
GRB 971214는 1997년 관측된 감마선 폭발이다. 120억 광년 떨어진 곳에서 시작되었다. 짧은 기간 동안 일부 연구자들은 이것이 우주에서 관찰된 가장 강력한 사건이라고 생각했지만 이것은 감마선 폭발이 지구를 향해 발사된다는 것이 확인되기 전이었다. 따라서 발견 당시 G. 조르고프스키와 그의 동료들은 폭발이 수백 개의 전형적인 초신성 또는 우리 은하가 몇 세기에 걸쳐 방출하는 에너지보다 더 많은 에너지를 방출한다는 가설을 세웠다. 그러나 몇 년 후 폭발이 지구를 향했을 가능성이 높기 때문에 이것이 상한선이라는 것이 밝혀졌다. 제트기의 개방각이 몇 도에 불과했다면 폭발 에너지는 수천 배 더 낮았을 것이다.